# XAI
xAI, s oficiálním názvem X.AI Corp., je americká startupová společnost působící v oblasti umělé inteligence (AI). Založil ji Elon Musk v březnu 2023 a jejím deklarovaným cílem je „pochopit skutečnou podstatu vesmíru“. Jedním z prvních produktů společnosti je chatbot Grok, založený na velkém jazykovém modelu.
Dne 28. března 2025 Elon Musk oznámil, že xAI dokončila akvizici sesterské společnosti X Corp., která vyvíjí platformu X, již Musk získal v říjnu 2022. Transakce, která proběhla výhradně formou výměny akcií, ocenila společnost X na 33 miliard dolarů, přičemž při započtení existujícího dluhu ve výši 12 miliard dolarů činila celková hodnota transakce 45 miliard dolarů. Samotná společnost xAI byla mezitím oceněna na 80 miliard dolarů.